# Feijão tropeiro

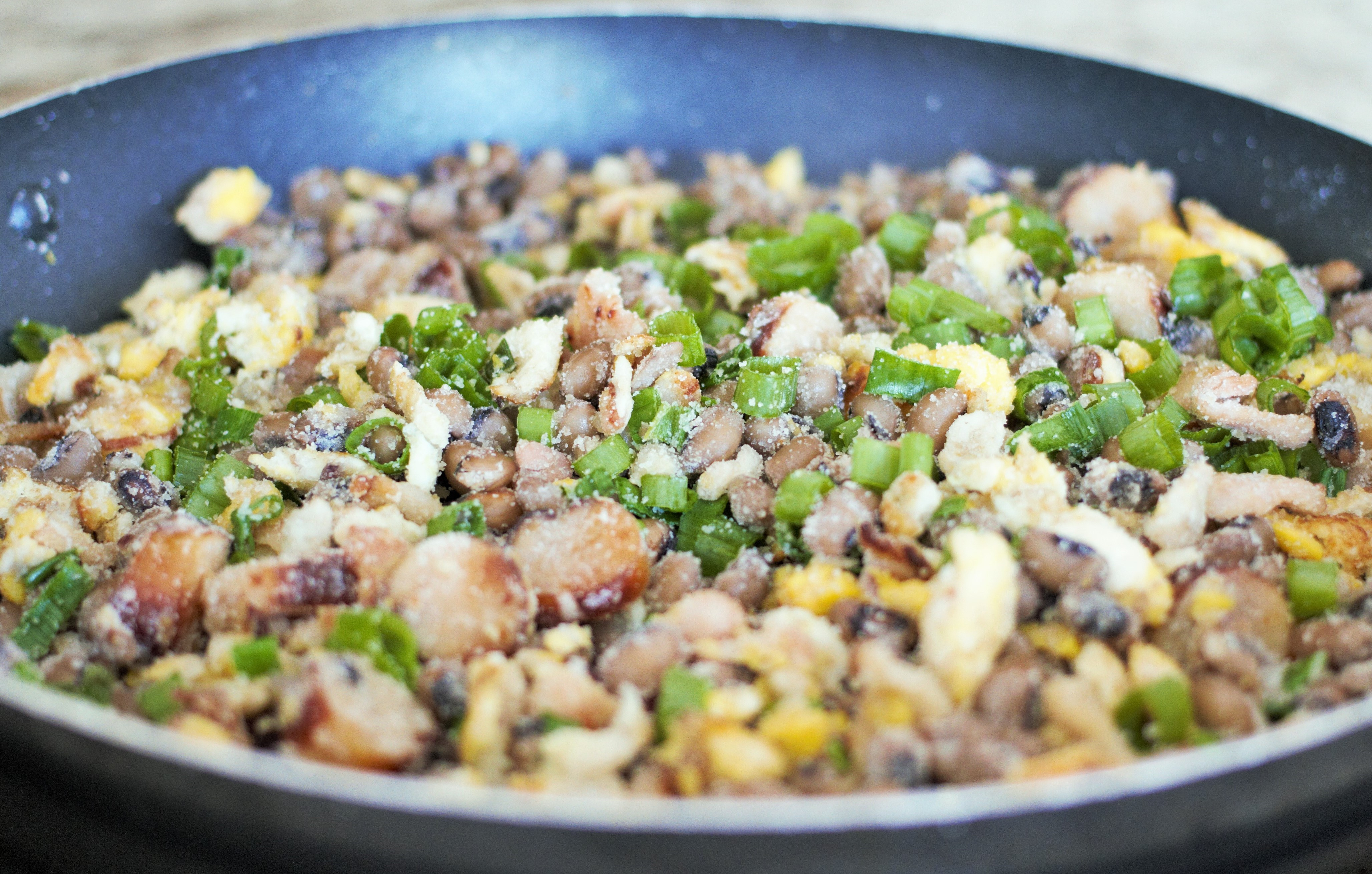
Feijão tropeiro.

El Feijão tropeiro es un plato típico tradicional de Minas Gerais y São Paulo (Brasil). El plato consta de frijoles con harina de mandioca (ingrediente típico y característico de la cocina brasileña). Desde la época del colonialismo los transportes terrestres eran realizados en diversos carruajes empujados por burros o caballos, los hombres que llevaban estas mercancías se denominaban en Brasil tropeiro, estos tropeiros hasta el siglo XX han estado transportando ganado en los diferentes partes de Brasil. El plato era típico de los hombres que ejercían estas profesiones. A los ingredientes típicos de frijoles y harina de mandioca se le añade Linguiça, huevo, ajo, cebolla, etc. 